# Стритер, Роберт
Роберт Стритер (англ. Robert Streater; 1621 — 1679)  — английский придворный художник и гравёр короля Карла II. Писал пейзажи, натюрморты, портреты.

## Биография

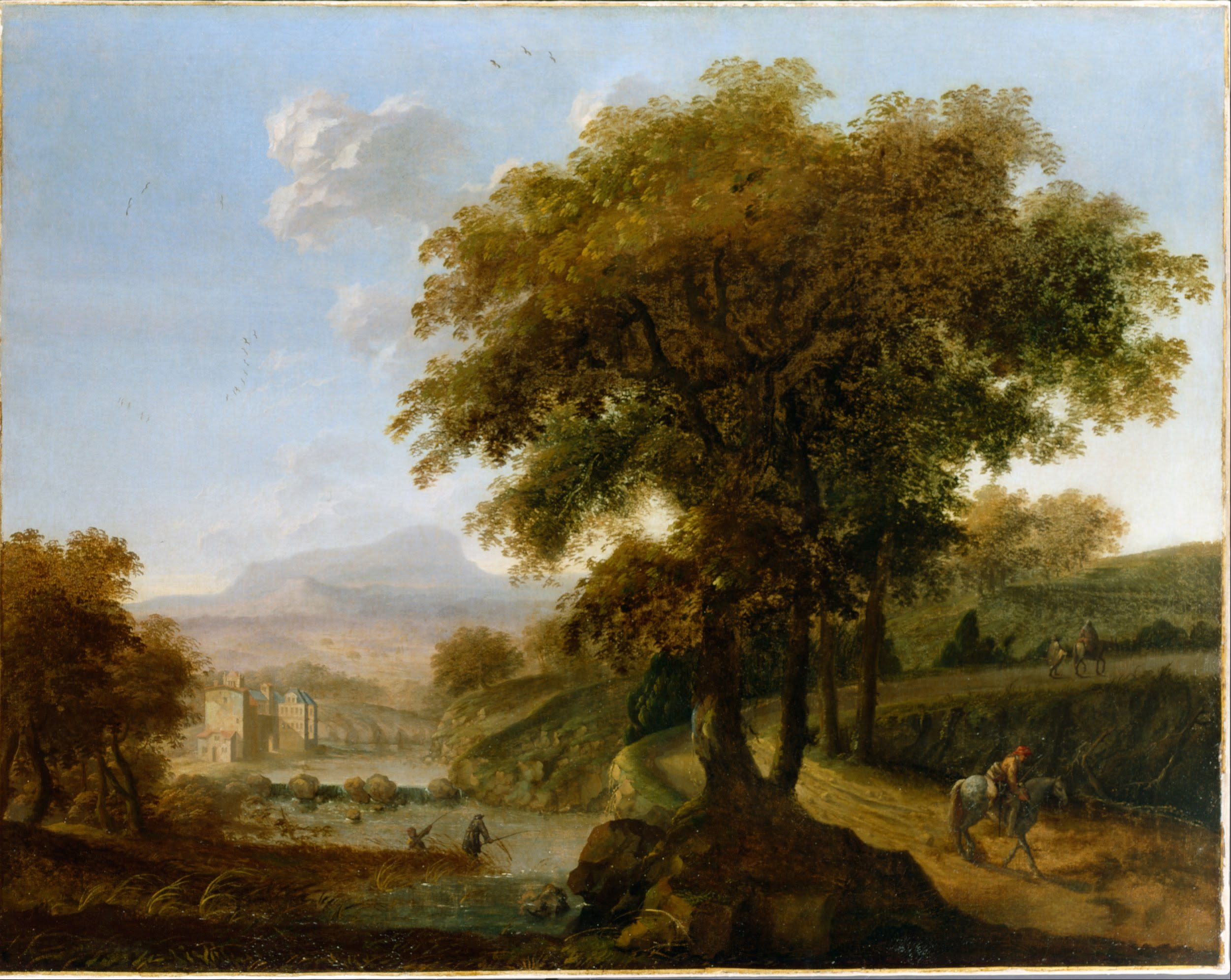
Пейзаж

Родился в 1621 году (по другим данным в 1624 году) в лондонском районе Ковент-Гарден в семье художника.
Роберт был трудолюбивым юношей и достиг значительного результата в искусстве, будучи высоко оцененным современниками. В своих работах придерживался стиля барокко изобразительного искусства Италии.
Одна из его выдающихся работ — роспись потолка Шелдонского театра в Оксфорде, спроектированного архитектором Кристофером Реном. Выполнял и другие декоративные работы, в частности расписал стены часовни в колледже  Всех Душ в Оксфорде и потолки дворца Уайтхолл в Лондоне.
Роберт Стритер был придворным художником Карла II, который специально вызывал врачей из Франции для его лечения «от камней в почках». Умер художник в 1679 году и на посту придворного живописца короля его сменил сын Роберт Стритер-младший (англ. Robert Streater Jr.).
Его учеником является художник Генри Андертон.